# Eusebio de Herrera y Rojas

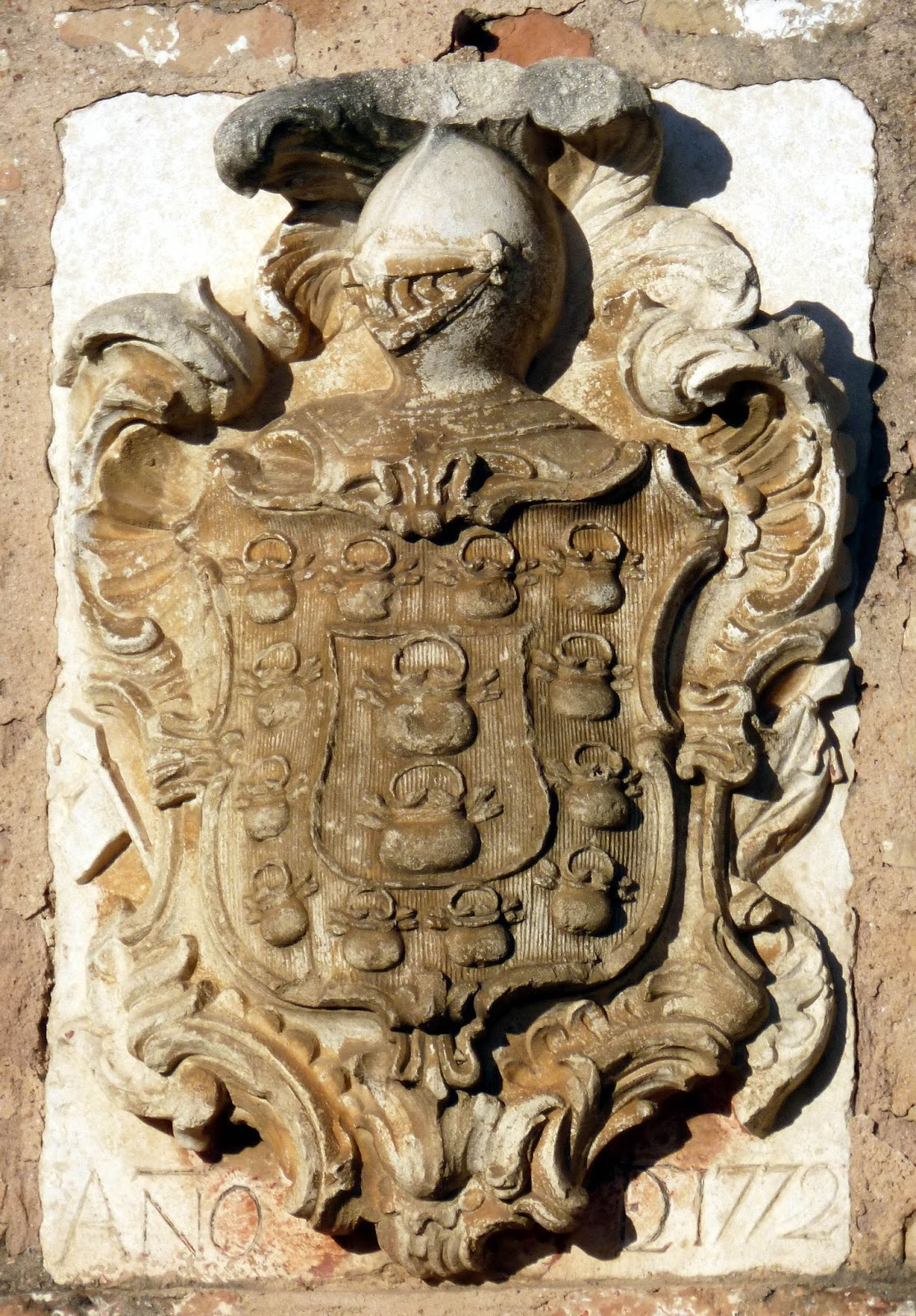
Escudo de la familia Herrera. Portada de la antigua hacienda de la Prusiana, Mairena del Aljarafe.

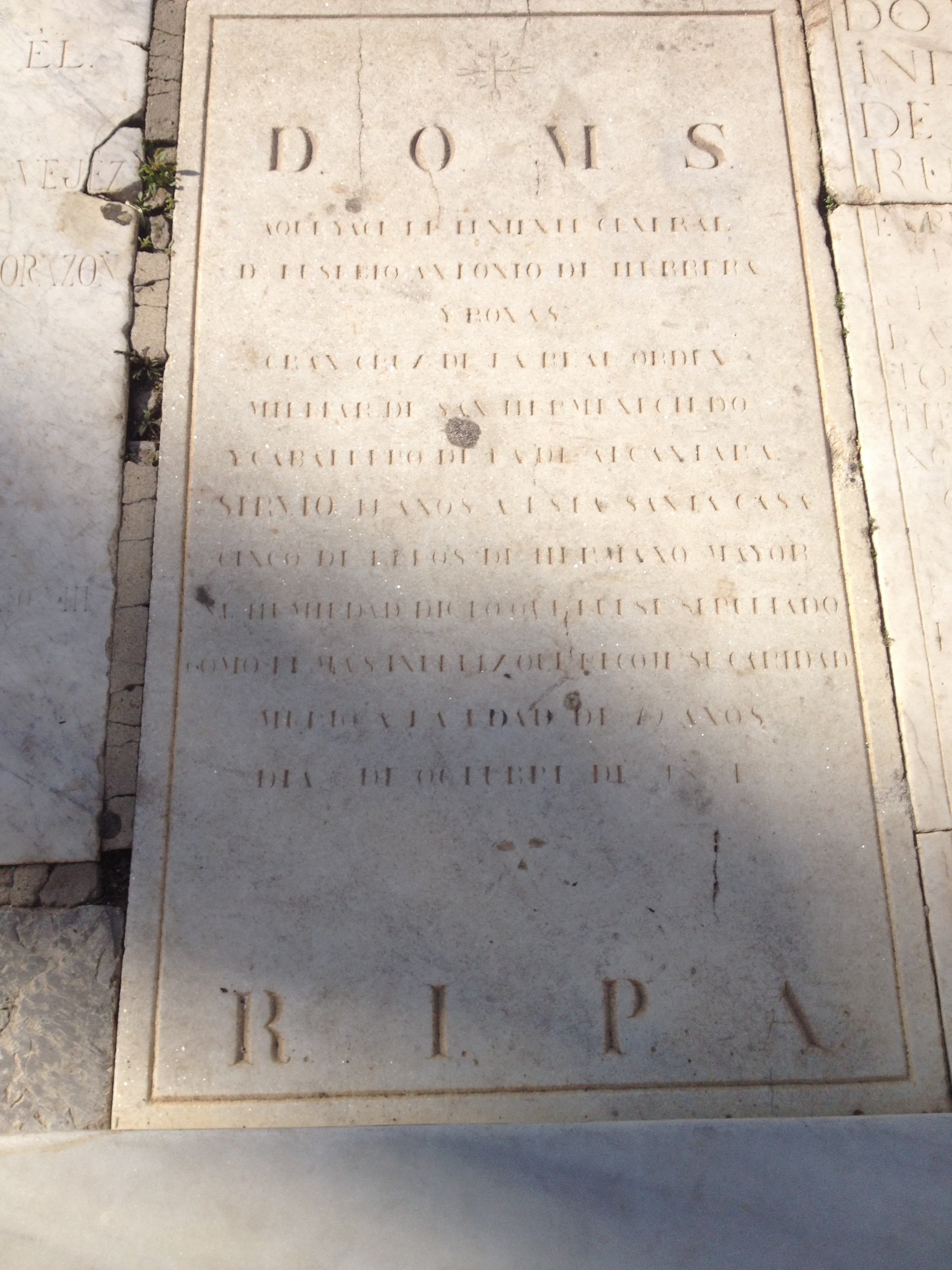
Lápida de Eusebio Antonio de Herrera. Iglesia de San Jorge, Hospital de la Caridad de Sevilla.

Eusebio Antonio de Herrera y Rojas (Santiago de Chile, 16 de diciembre de 1754 - Sevilla, 6 de octubre de 1834) fue un noble y militar español que participó en la Guerra de la Independencia; alcanzó el grado de Teniente General de los Reales Ejércitos, fue Teniente de Alcaide de los Reales Alcázares de Sevilla y se desempeñó como Gobernador Militar de la ciudad al producirse la invasión francesa de Sevilla. Era también caballero de la Orden de Alcántara desde 1778 y caballero Gran Cruz de la Real y distinguida Orden de Carlos III desde 1827. 

## Biografía
Cuarto hijo de los diez que tuvieron Jerónimo José de Herrera y Morón (Buenos Aires, 1721), Mariscal de Campo y regidor de Santiago de Chile, y María de las Mercedes de Rojas y de la Cerda, Eusebio José fue bautizado en la catedral de la cuidad tres días después de su nacimiento. Su abuelo paterno era José Cipriano de Herrera y Loyzaga, Presidente de la Real Audiencia de Charcas y natural del Puerto de Santa María, casado con Inés de Morón y Torres, de Buenos Aires. Su madre y sus abuelos maternos eran naturales de Santiago de Chile. Su tío paterno, Antonio José de Herrera y Morón, fue propietario de la hacienda de la Prusiana, en el término de Mairena del Aljarafe, que fue heredada posteriormente por Eusebio Antonio.
Estudió en el colegio jesuita de su ciudad natal, el Convictorio de San Francisco Javier. Después ingresó como cadete de caballería del ejército español en 1770, pasando a la Armada Real como guardiamarina en 1773, alférez de fragata en 1775, teniente de fragata en 1778 y de navío en 1784. Ese año fue nombrado fiscal del Consejo Supremo de la Guerra y luego oficial supernumerario de la Secretaría de Marina en 1789. En 1802 es nombrado mariscal de campo y primer teniente de Guardias. En 1807 toma posesión como Teniente de Alcaide de los Reales Alcázares de Sevilla. En 1808 fue vocal de la Junta de Sevilla, (Junta Suprema de España e Indias), siendo  gobernador militar de esta ciudad, lugar donde murió en 1834. Está enterrado en la Iglesia de San Jorge del Hospital de la Caridad de Sevilla, Hermandad de la que fue Hermano Mayor. Se casó en Sevilla con su sobrina María Constanza Castilla y Tous de Monsalve con la que tuvo seis hijos.